# Sagu (postre)
El sagu (o sagu de vinho — pronunciación en portugués: /sa'gu d͡ʒi 'viɲu/) es un postre típico del estado sureño de Río Grande del Sur, Brasil.
Las bolitas hechas de almidón de tapioca (originalmente una alternativa a las bolitas de sagú) fueron introducidas en América Latina por los imperios español y portugués. En Brasil, esas bolitas (o perlas) de tapioca todavía son llamadas sagu, aunque son hechas de la nativa yuca, y no de las palmeras de sagú. Las perlas de sagú son utilizadas en esta receta tradicional, conocida como sagu de vinho ("sagú de vino"), o simplemente sagu, postre creado en la región de la Sierra Gaúcha, en la parte nordeste de Río Grande do Sul, pero consumido en todo el estado. El postre es usualmente mezclado con azúcar y vino tinto, siendo servido generalmente tibio, pero también puede ser consumido frío, con crema inglesa sobre él (a veces con merengue).
En algunas versiones, el vino es mezclado con canela y clavo, para añadir aromas al dulce. También es algo común agregar jugo de uva al vino, para que el postre quede más dulce y menos alcohólico. Aunque las perlas de tapioca pueden ser hechas en casa, ellas generalmente son compradas en los supermercados.
En este tipo de postre, las bolitas (o perlas) de tapioca pueden ser preparadas con leche o jugo de frutas (como piña (o ananá) y naranja), siendo esas variedades generalmente preparadas por personas de origen alemán, en lugar del vino tinto, pero esas versiones del postre son muy raras, siendo el sagu de vino tinto la versión más popular.

## Historia
Sagu (del malayo sago o sagu) se refiere originalmente al almidón extraído de las palmeras de sagú del Sudeste Asiático, que son usadas para la producción de las bolitas de sagú. Tras la yuca (nativa de la América del Sur) ser introducida en el Sudeste Asiático durante la era colonial, ella se tornó una fuente de fécula alternativa a las palmeras de sagú, siendo que el nombre "sago" or "sagu" empezó a ser usado para referirse tanto a las bolitas hechas con almidón de sagú como a las bolitas hechas con las féculas de yuca o patata, en la cocina europea. La producción de bolitas de tapioca (fécula de yuca) fue introducida en Brasil tras la llegada de inmigrantes europeos, que quedaron conocidas como sagú, aunque las bolitas son hechas con almidón de yuca.

Ubicación del estado de Río Grande del Sur en Brasil.

Los pueblos indígenas de Brasil ya picaban y cocinaban las raíces de yuca para alimentación.
Con el traslado de la corte portuguesa a Brasil, en el comienzo del siglo XIX, la harina de yuca empezó a ser preparada con el vino de Oporto, resultando en un tipo de gacha dulce, un "progenitor" del postre sagú de vino. En el comienzo del siglo XX, algunas de las pequeñas empresas de la región Sur de Brasil, creadas por descendientes de inmigrantes europeos, empezaron a producir las bolitas de sagú (hechas con fécula de yuca), usadas para hacer este postre.
Algunas recetas tradicionales alemanas que usan fécula de patata (papa), como Rote Grütze, son muy semejantes al sagú de vino, pues son mezclas de almidón con frutas rojas.

La región montañosa de la Sierra Gaúcha, donde el postre fue creado, está ubicada en la parte noroeste del estado de Río Grande del Sur, mostrada en rojo.

Aunque esta receta no llegó al sur de Brasil con los inmigrantes europeos, ella es un símbolo de la colonización europea, pues fue creada por los inmigrantes en esa región del país. El postre representa principalmente la inmigración italiana, por causa de los sabores e ingredientes, y la alemana, por la tecnología industrial. La yuca es un ingrediente típico de los indígenas de Brasil, siendo absorta por las tradiciones de los inmigrantes europeos, mezclada con el tradicional vino tinto italiano.
Existen otras variaciones menos tradicionales del postre, de acuerdo con el origen de los inmigrantes. En las familias de origen alemán, por ejemplo, el sagú puede ser preparado con leche o jugo de frutas (como naranja o piña). Las familias de origen italiano suelen prepararlo solamente con vino tinto.
La región de la Sierra Gaucha fue colonizada principalmente por italianos del norte y alemanes, junto a otros inmigrantes europeos (como polacos). El resto del estado de Río Grande del Sur fue colonizado principalmente por portugueses de las islas Azores, árabes (de Siria, Líbano y los Territorios Palestinos) y africanos (principalmente de Angola). Este dulce es popular solamente en el estado sureño de Brasil (pero puede ser encontrado en los estados de Santa Catarina y Paraná), siendo casi totalmente desconocido en los otros estados brasileños y en los países vecinos (como Argentina y Uruguay).

## Sabor y características

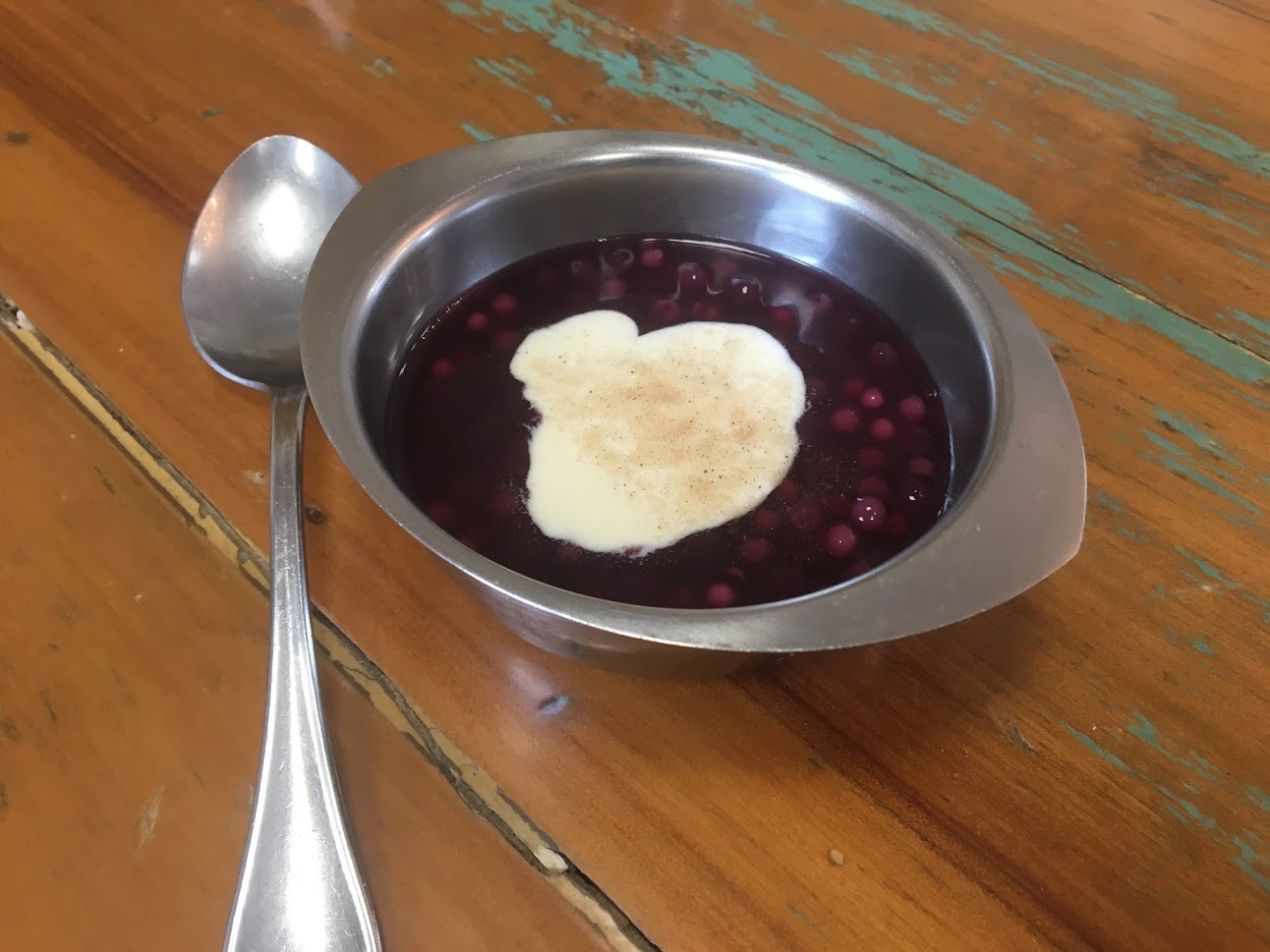
Sagu con crema inglesa.

Este postre no es muy dulce. Por eso, él suele ser más apreciado por adultos que por niños. En la región Sur de Brasil, hay preferencia por postres menos dulces, lo que explica la popularidad de este postre en el estado.
Él es descrito como "un caviar dulce, lleno de bolitas moradas, monocromáticas y con un intenso pero delicado sabor. La receta es relativamente fácil de ser preparada y su olor es inconfundible".

## Preparación

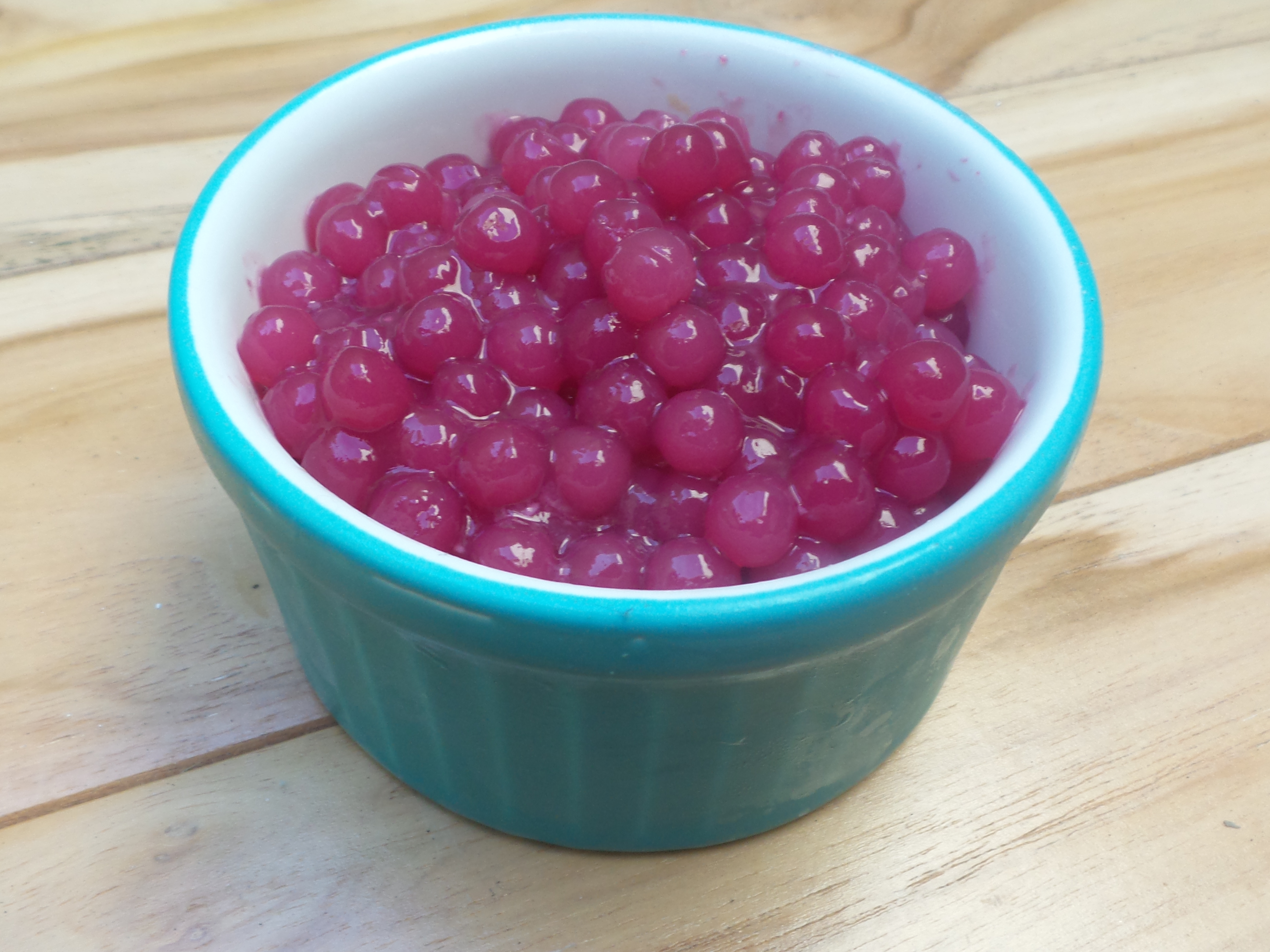
Sagu de vinho servido en un ramequín.

La raíz de yuca se limpia, luego es rallada y mezclada con agua. Tras eso, es pasada a través de un tamiz con una tela gruesa, produciéndose pequeñas bolas, que son calentadas y luego enfriadas, endureciéndose y opacándose.
Las perlas de tapioca son sumergidas en agua, generalmente durante todo un día, y después se las escurren. El tiempo de sumersión varía según la fuente de la receta. Luego se hierve vino tinto, leche o jugo de fruta y se le agrega agua, clavo y canela. Al hervir nuevamente la mezcla, se le agregan las bolitas de sagú, que se agitan constantemente con una cuchara para evitar que se peguen al fondo de la olla. Finalmente, se le agrega azúcar y se agita la mezcla de nuevo, hasta obtener la consistencia deseada (puede ser más suave o más dura, y más líquida o sólida).
El sagú puede ser servido tibio, frío o a temperatura ambiente.

## Información nutricional
Las bolitas de tapioca son bastante calóricas porque son hechas de puro almidón, siendo una buena fuente de energía. Ellas también tienen fibra alimentaria, hierro, calcio y un poco de proteínas.